# Cycloalkan

cyclobutan

Cycloalkan, alkan vòng hay cyclan (bắt nguồn từ tiếng Pháp cyclane \si.klan\) là các hợp chất hữu cơ với một hay nhiều vòng carbon trong đó các nguyên tử hydro được đính vào phù hợp với công thức CnH2n-2x, trong đó x là số cạnh chung cho các vòng (cạnh chung chỉ tính một lần). Do vậy các cycloalkan đơn vòng (monocycloalkan) có công thức tổng quát CnH2n ({\displaystyle n\geq 3}) do không có cạnh nào chung. Các cycloalkan với vòng đơn được đặt tên tương tự như các alkan thông thường của chúng với cùng một số lượng nguyên tử cacbon: cyclopropan, cyclobutan, cyclopentan, cyclohexan, v.v. Các cycloalkan lớn hơn, với số nguyên tử carbon trên 20 thông thường gọi là cycloparaffin.
Cycloalkan được phân loại thành các cycloalkan nhỏ, bình thường và lớn, trong đó cyclopropan và cyclobutan là các cycloalkan nhỏ, cyclopentan, cyclohexan, cycloheptan là các cycloalkan thường, và các cycloalkan còn lại là các cycloalkan lớn.

## Danh pháp
Xem thêm: Danh pháp IUPAC
Việc đặt tên cho các cycloalkan đa vòng (polycycloalkan) là phức tạp hơn, với tên gọi gốc chỉ ra số lượng cacbon trong hệ thống vòng, một tiền tố chỉ ra số lượng vòng (ví dụ "bicyclo" tức hai vòng), và các tiền tố bằng số để chỉ ra số lượng cacbon trong mỗi phần của mỗi vòng, loại trừ các cạnh chung. Ví dụ, bicyclooctan C8H14 bao gồm một vòng 6 thành viên và một vòng 4 thành viên, có nghĩa là chúng chia sẻ hai nguyên tử cacbon cạnh nhau và tạo ra 1 cạnh chung, là [4.2.0]-bicyclooctan. Phần của vòng 6 thành viên sau khi loại trừ cạnh chung chỉ còn 4 nguyên tử carbon. Phần tương tự của vòng 4 thành viên sau khi loại trừ đi cạnh chung chỉ còn 2 nguyên tử carbon. Cạnh chung sau khi loại trừ đi hai cạnh chung đã xác định trong mỗi vòng thì có 0 nguyên tử carbon.

## Phản ứng
Các cycloalkan thường và lớn là rất ổn định, tương tự như các alkan, và các phản ứng của chúng (các phản ứng mạch gốc tự do) là tương tự như alkan.
Các cycloalkan nhỏ - cụ thể là cyclopropan (C3H6) và cyclobutan (C4H8) - có độ ổn định rất thấp do ứng suất Baeyer và sức căng vòng. Chúng phản ứng tương tự như các alken, có thể tham gia phản ứng cộng mở vòng với Hydro để tạo ra alkan tương ứng(xúc tác Ni/Pt,to), cộng với dd brom (phản ứng tương tự như hydro,trong dung môi CCl4), với acid hydrohalic đậm đặc cũng như dung dịch H2SO4 đđ, do đó cycloalkan cũng làm mất màu dd brom nhưng chậm hơn so với anken. Nhưng các cycloalkan lớn không có phản ứng cộng với H2 trong cùng điều kiện.
Cycloalkan tham gia phản ứng thế với các halogen và acid nitric tạo ra sản phẩm acid halide (nếu là halogen) và H2O (nếu là HNO3)
Các phản ứng này là phản ứng mở vòng hay phản ứng phá vỡ của alkyl cycloalkan. Các cycloalkan có thể tạo thành trong phản ứng Diels-Alder.